# Coeziune
Coeziunea este o stare emergentă a unui grup, care se referă la dorința membrilor unui grup de a fi împreună. În sens mai general (decât referitor la grupuri), coeziune înseamnă legătură internă strânsă. Conform Dicționarului explicativ al limbii române termenul coeziune are și semnificația de „reacție care se exercită între moleculele corpurilor solide, lichide și gazoase.”

## Factori interni
Factorii interni care influențează coeziunea unui grup sunt 
- sistemul normativ al grupului- cu cât este mai clar cu atât coeziunea este mai mare
- similaritatea dintre membri- cu cât aceasta este mai mare cu atât coeziunea crește, amplificându-se comunicarea și interacțiunea membrilor
- mărimea grupului- grupurile mici au un grad mai mare de coeziune

## Factori externi
Cel mai important factor extern este sistemul de recompensă al grupului. Când acesta este orientat spre grup (grupul primește recomenpsa X) coeziunea este mai mare decât atunci când este orientat spre individ (fiecare membru al grupului primește recompensa Y). Alți factori externi sunt amenințările si provocările cărora trebuie sa le facǎ față grupul.